# Physocephala aureotomentosa
Physocephala aureotomentosa är en tvåvingeart som beskrevs av Krober 1915. Physocephala aureotomentosa ingår i släktet Physocephala och familjen stekelflugor.
Artens utbredningsområde är Turkiet. Inga underarter finns listade i Catalogue of Life.